# Wskaźnik Evansa
Wskaźnik Evansa – (ang. Evans ratio) - wskaźnik oznaczany w trakcie badań neuroobrazowych (tomografii komputerowej lub magnetycznego rezonansu jądrowego), służący do rozpoznawania i monitorowania wodogłowia.
Wskaźnik Evansa wyznacza się określając stosunek szerokości rogów przednich układu komorowego mózgu do największej szerokości czaszki, mierzonej na wysokości otworu międzykomorowego Monro lub (według innych autorów) w stosunku do wymiaru dwuciemieniowego.
Zwiększenie wskaźnika powyżej 0,3 (30%) świadczy o istnieniu wodogłowia.